# Оде-Васильева, Клавдия Викторовна
Клавди́я Ви́кторовна Оде́-Васи́льева (2 апреля 1892, Назарет — 24 ноября 1965, Москва) — советский учёный—востоковед, арабист, первая женщина-профессор, выходец из арабского мира, член Императорского православного палестинского общества.

## Биография
Урожденная Кульсум Оде (араб. عودة كلثوم‎), родилась в нижней Галилее — городе Назарете в 1892 году в Османской империи.
Поступила на учёбу в женскую учительскую семинарию Императорского православного палестинского общества (ИППО) в Бейт-Джале, (христианский пригород Вифлеема), которую окончила в 1908 году. По окончании учёбы устроилась преподавателем Назаретской мужской учительской семинарии Императорского православного палестинского общества им. Василия Николаевича Хитрово.
В 1913 году в Назарете познакомилась и затем вышла замуж за русского фельдшера И. К. Васильева, заведующего амбулаторией при Русском Сергиевском подворье ИППО в Назарете.

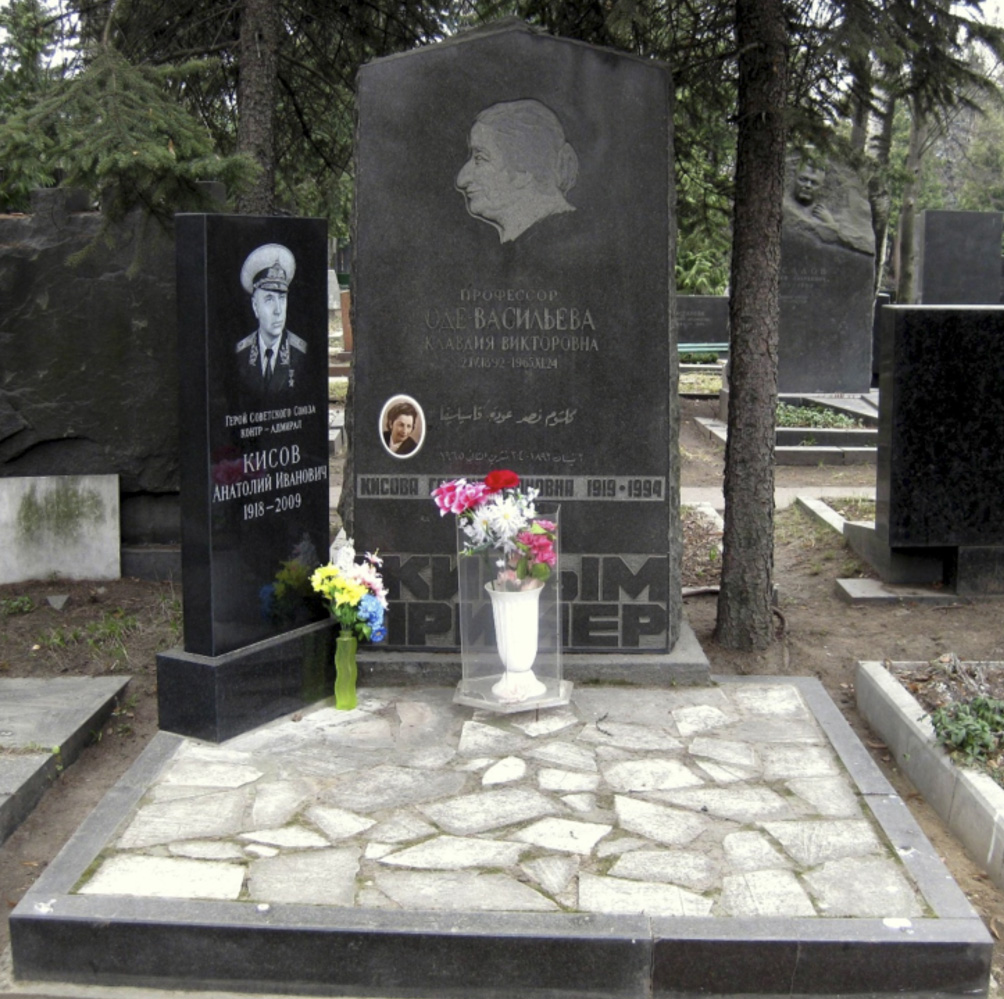
Могила К. В. Оде-Васильевой на Новодевичьем кладбище в Москве

В 1914 году после командировки в мужем в Россию, оказалась отрезанной от Родины и вынуждена была остаться на постоянное место жительства в России. В дореволюционный период служила медсестрой в Русской Императорской армии, а в период с 1920 по 1924 годы участвовала в борьбе с вспыхнувшей эпидемией тифа на Украине. Овдовев в 1924 году, благодаря содействию известного востоковеда и основателя русской школы арабистики И. Ю. Крачковского, устроилась преподавателем арабского языка в Ленинградский институт живых восточных языков (ЛИЖВЯ), с 1928 в Ленинградский институт истории, философии и лингвистики (ЛИФЛИ).
В 1928—1930 годы принимает активное участие в деятельности «Кружка им. барона Розена», посвященного арабистике. Разрабатывает несколько методических пособий для изучения современного арабского языка. В марте 1938 была арестована, после попытки вместе с арабистами М. М. Аксельродом и В. Б. Луцким выступить в защиту арестованных известных историков-арабистов А. М. Шами и С. Э. Рогинской. Находилась несколько месяцев в заключении и была освобождена в 1939 году. После освобождения из под стражи, снова выступала в защиту А. М. Шами (не зная, что Шами и Рогинская были расстреляны советской властью ещё в конце 1938 года).
В 1939—1941 годы преподавала в Ленинградском государственном университете. В 1943 году переезжает в Москву, где работает в Московском институте востоковедения (1943—1956), затем — в Высшей дипломатической школе (ВДШ МИД СССР, с 1943 г.) и в Московском государственном университете (МГУ, до 1965 г.). Один из любимых афоризмов Клавдии Викторовны звучал следующим образом: «Россия нужна арабам, а арабы нужны России».
Умерла осенью 1965 года в Москве. Похоронена на Новодевичьем кладбище в Москве.

## Произведения
- Начальная арабская хрестоматия. Л., 1926
- Образцы новоарабской литературы (1880—1925 гг.). Л., 1928 (переизд.: 1929);
- Отражение быта современной арабской женщины в новелле // ЗКВ. 1930. Т.5
- Обычаи, связанные с засухой у палестинских арабов// СЭ. 1936. № 1
- Обычаи, связанные с родами, и отношение к новорожденному у северо-палестинских арабов
- Учебник арабского языка. Л., 1936;
- Образцы новоарабской литературы (1880—1947). М., 1949
- Мои воспоминания об академике И. Ю. Крачковском // Палестинский сборник. 1956. — Вып. 2 (64/65). — С. 127—136;
- 19 египетских рассказов. М., 1957 (пер. с араб. яз., сост. и предисл.);
- К истории проблемы языка в арабских странах // УЗ Ин-та Международных отношений. 1959. — Вып. 1. — С. 135—145;
- Проблема языка драматургии в современной арабской литературе // Семитские языки. Вып. 2. — М., 1965. — С. 662—671.